# Kanton Montceau-les-Mines
Der Kanton Montceau-les-Mines ist eine französische Verwaltungseinheit im Département Saône-et-Loire in der Region Bourgogne-Franche-Comté. Er umfasst zwei Gemeinden im Arrondissement Autun und hat seinen Hauptort (frz.: bureau centralisateur) in Montceau-les-Mines. 

## Gemeinden
Der Kanton besteht aus zwei Gemeinden mit insgesamt 18.052 Einwohnern (Stand: 1. Januar 2022) auf einer Gesamtfläche von 61,69 km²:
| Gemeinde                    | Einwohner 1. Januar 2022 | Fläche km² | Dichte Einw./km² | Code INSEE | Postleitzahl |
| --------------------------- | ------------------------ | ---------- | ---------------- | ---------- | ------------ |
| Montceau-les-Mines          | 16.946                   | 16,62      | 1.020            | 71306      | 71300        |
| Saint-Berain-sous-Sanvignes | 1.106                    | 45,07      | 25               | 71390      | 71300        |
| Kanton Montceau-les-Mines   | 18.052                   | 61,69      | 293              | 7123       | –            |